# Lonicera caerulea
Lonicera caerulea, Lonicera kamtschatica o xuclamel blau és una espècie de liana de fruit comestible i planta nativa de l'Hemisferi Nord
És un arbust caducifoli que fa fins a 1.5–2 m d'alt. Les fulles són oposades, ovals, de 3–8 cm de llargada i 1–3 cm d'amplada, de color verd glauc, amb una textura lleugerament cerosa. Les flors són blanc-groguenques de 12–16 mm de llargada amb 5 lòbuls iguals. El fruit és una baia blava d'un 1 cm de diàmetre.
És una planta cultivada.

## Classificació
N'hi ha 9 varietats tractades com a subespècies per alguns taxonomistes:
- Lonicera caerulea var. altaica. Nord d'Àsia.
- Lonicera caerulea var. caerulea. Europa.
- Lonicera caerulea var. cauriana. oest d'Amèrica del Nord.
- Lonicera caerulea var. dependens. Àsia central
- Lonicera caerulea var. edulis, sinònim: L. edulis.[1] Àsia oriental.
- Lonicera caerulea var. emphyllocalyx (o "Haskap"). Àsia oriental.
- Lonicera caerulea var. kamtschatica. Nord d'Àsia.
- Lonicera caerulea var. pallasii. Nord d'Àsia, nord-est d'Europa.
- Lonicera caerulea var. villosa. Est d'Amèrica del Nord.

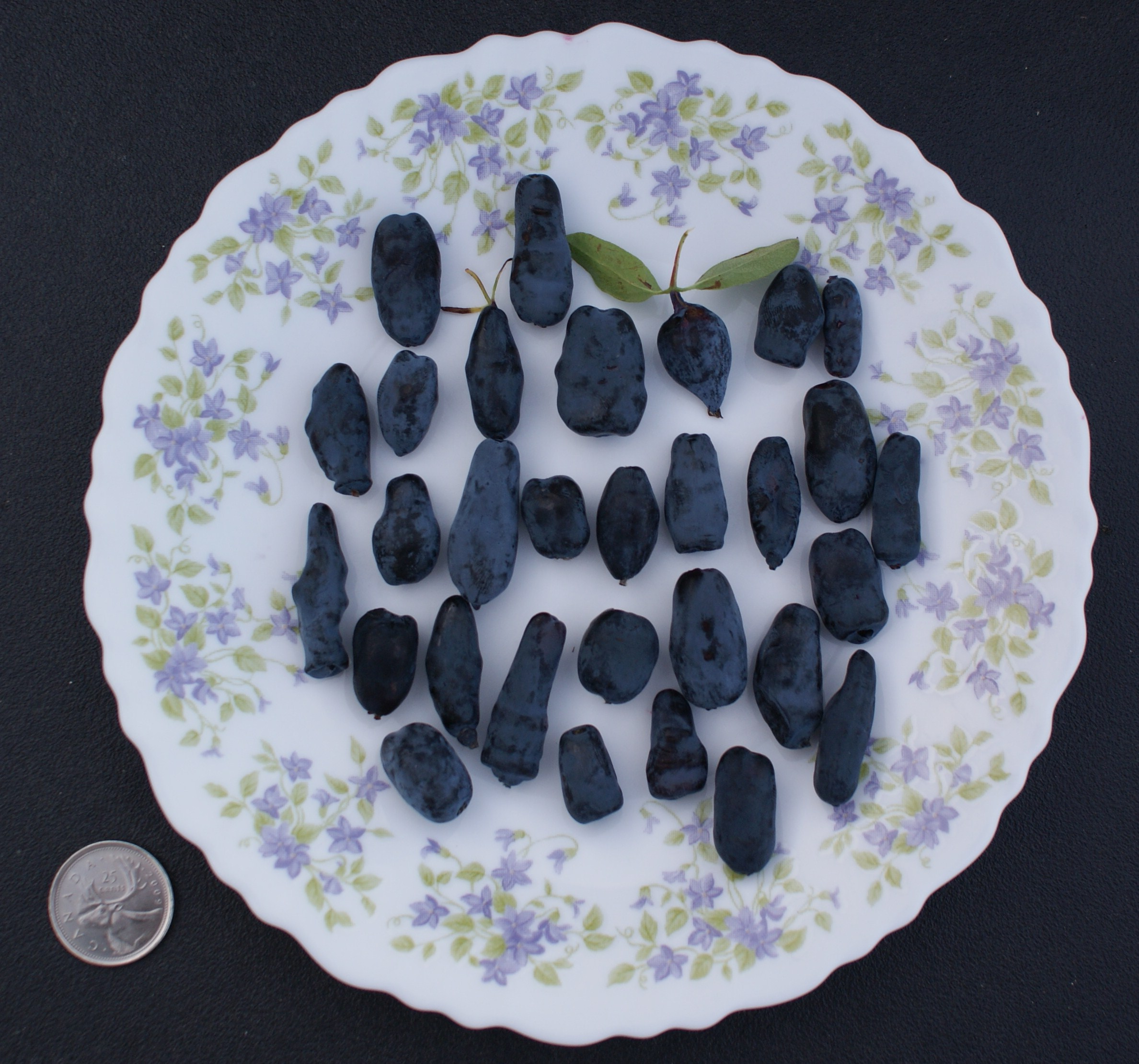
Diversitat d'aquesta espècie

## Distribució i hàbitat
És una espècie circumpolar, especialment es troba en boscos boreals en sòls de torbera. Tanmateix, també es pot trobar en sòls amb molta calç a Àsia i Amèrica del Nord.

## Cultiu i usos

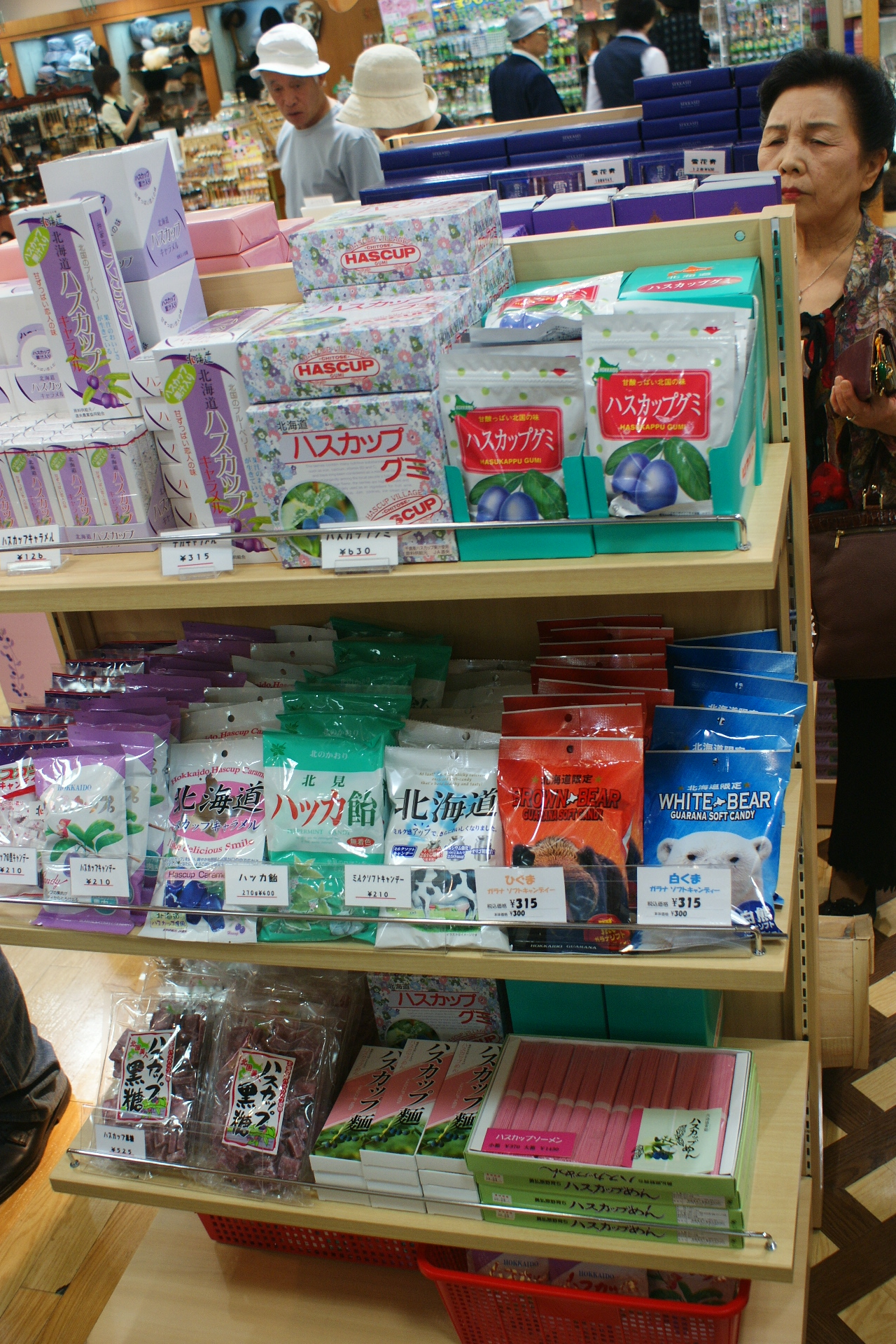
Lonicera caerulea a la venda al Japó

L'institut rus Vavílov va recollir durant temps aquestes plantes silvestres per tal d'obtenir la forma cultivada a partir de L. c. var. edulis. En canvi, en altres llocs, com Japó i Estats Units, s'ha usat altres varietats com L. c. var. emphyllocalyx. La Universitat de Saskatchewan ha treballat amb L.c. var. emphyllocalyx però també s'hibrida amb varietats russes i L. c. var. villosa.
Aquest planta resisteix molt l'acidesa del sòl (fins a un pH de 3,9) encara que el seu pH òptim és entre 5,5 i 6,5. rquereix molta matèria orgànica i sòls ben drenats. Tanmateix, resisteix molt més la humitat excessiva i les baixes temperatures que la majoria de plantes cultivades. En les condicions de Rússia, la collita es produeix dos setmanes després que la de maduixes, en canvi al Japó la collita es produeix ensems que la de les maduixes. Amb els fruits es poden fer melmelades i altres productes processats com alguna mena de vi.